# 水中運動
水中運動（すいちゅううんどう、英: aquatic exercise）は、水泳に限らずウォーキングやジョギング、ダンスエクササイズなどを水中で行う身体活動のことで、最近普及し始めた運動の一種である。水中運動は、温度や抵抗、静水圧や浮力、粘性など水に特有の性質を持つため、水中運動の生理学的特性は陸上でのそれとは異なる。さらに、水中運動は静止しているときや低速または中速で動いているときに、物理的な負担が軽減される。運動療法とリハビリテーションにおける定期的な水中運動の効果については、体系的な評価とメタアナリシスを用いた証拠が増えつつある。